# 2012-es Párizs–Roubaix-kerékpárverseny
A 2012-es Párizs–Roubaix-kerékpárverseny a 110. volt 1896 óta. 2012. április 8-án rendezték meg. A verseny része a 2012-es UCI World Tournak. Elsőként a belga Tom Boonen haladt át a célvonalon, második a francia Sébastien Turgot, míg harmadik az olasz Alessandro Ballan lett.

## Végeredmény
|    | Versenyző                 | Csapat                 | Idő                 |
| -- | ------------------------- | ---------------------- | ------------------- |
| 1  | Tom Boonen (BEL)          | Omega Pharma–Quickstep | 5:55:22             |
| 2  | Sébastien Turgot (FRA)    | Team Europcar          | 5:57:01 (+00:01:39) |
| 3  | Alessandro Ballan (ITA)   | BMC Racing Team        | 5:57:01 (+00:01:39) |
| 4  | Juan Antonio Flecha (ESP) | Sky Procycling         | 5:57:01 (+00:01:39) |
| 5  | Niki Terpstra (NED)       | Omega Pharma–Quickstep | 5:57:01 (+00:01:39) |
| 6  | Lars Boom (NED)           | Rabobank               | 5:57:05 (+00:01:43) |
| 7  | Matteo Tosatto (ITA)      | Team Saxo Bank         | 5:58:53 (+00:03:31) |
| 8  | Mathew Hayman (AUS)       | Sky Procycling         | 5:58:53 (+00:03:31) |
| 9  | Johan Vansummeren (BEL)   | Team Garmin–Barracuda  | 5:58:53 (+00:03:31) |
| 10 | Maarten Wynants (BEL)     | Sky Procycling         | 5:58:53 (+00:03:31) |

## Külső hivatkozások
- Hivatalos honlap